# Юлькув (Лодзинське воєводство)
Юлькув (пол. Julków) — село в Польщі, у гміні Скерневиці Скерневицького повіту Лодзинського воєводства.
У 1975-1998 роках село належало до Скерневицького воєводства.